# یلدا (ریف دمشق)
یلدا (به عربی: یلدا) یک روستا در سوریه است که در ببیلا واقع شده‌است. یلدا ۲۸٬۳۸۴ نفر جمعیت دارد.